# Марта Греъм
Марта Греъм (на английски: Martha Graham) (11 май 1894 – 1 април 1991) е американска танцьорка, хореограф и танцов педагог, считана за един от най-изтъкнатите пионери на модерния танц. Нейното влияние върху танца може да бъде сравнено с влиянието на Игор Стравински върху музиката, на Пикасо върху визуалните изкуства или на това на Франк Лойд Райт върху архитектурата. Тя създава нов език на движението, който използва за да разкрие страстта, яростта и екстаза на обикновеното човешко ежедневие.

## Биография

### Ранни години
Марта Греъм е родена в Алегени, Пенсилвания през 1894 г. Баща ѝ Джордж Греъм е трето поколение американец с ирландски произход, а майка ѝ Джейн Биърс – десето поколение наследница на пуритана Майлс Стендиш. Семейство Греъм били стриктни презвитерианци. Баща ѝ бил психиатър (alienist) и семейството имало висок стандарт на живот. Посещава училището по танци на Рут Сен-Дени и Тед Шоун – „Denishawn School of Dancing and Related Arts“, където са учили и други от пионерите на модерното танцово изкуство, като Дорис Хъмфри, Луис Хорст и Чарлз Уийдман.

### Личен живот
През 1948 Марта Греъм се омъжва за Ерик Хоукинс (основен танцьор в трупата ѝ), който е петнайсет години по-млад от нея.
Майка ѝ умира през 1958 г. в Санта Барбара. Нейният стар приятел и музикален сътрудник Луис Хорст умира през 1964 г. За него тя казва: „Неговите симпатия и разбиране, и най-вече вярата му, ми дадоха основа да продължа. Без това щях да съм изгубена.“

### Професионално развитие
През 1926 г. е основан „Центърът по съвременно танцово изкуство на Марта Греъм“ ("Martha Graham Center of Contemporary Dance ").
През 1936 г. тя прави определящата си творба „Летопис“ („Chronicle“), която обозначава началото на нова ера в съвременното танцово изкуство.
Творбата, повлияна от краха на Уолстрийт, Голямата депресия и Гражданската война в Испания, е фокусирана върху депресията и изолацията, отразена чрез мрачното излъчване на декорите и костюмите.
През 1958 г. създава най-широкомащабната си творба „Клитемнестра“(„Clytemnestra“), в която е включена музика на родения в Египет композитор Халим Ел-Дабх. Тя също така работи с композиторите Аарон Копланд, Луис Хорст, Джанкарло Меноти, Самюъл Барбър, Уилям Шуман, Карлос Суриняч, Норман Делло Джойо.
В края на 60-те години Марта Греъм приключва кариерата си на танцьорка и до смъртта си през 1991 година се занимава с хореография.

### Смърт
Умира на 1 април 1991 г. от пневмония, в Ню Йорк на 96-годишна възраст. Кремирана е, а прахът ѝ е разпилян в планините Сангре де Кристо, в северната част на Ню Мексико. През 1998 г. Тайм я обявява за „Танцьор на века“ и за един от най-влиятелните хора на 20 век.